# خوان سانتاستبان
خوان سانتاستبان (انگلیسی: Juan Santisteban؛ زادهٔ ۸ دسامبر ۱۹۳۶) بازیکن فوتبال اهل اسپانیا است.
از باشگاه‌هایی که در آن بازی کرده‌است می‌توان به باشگاه فوتبال رئال مادرید، باشگاه فوتبال رئال بتیس، باشگاه فوتبال رئال مادرید کاستیا، و باشگاه فوتبال ونتزیا اشاره کرد.
وی همچنین در تیم ملی فوتبال اسپانیا بازی کرده‌است.